# Manuel Calvo Abad
Manuel Calvo Abad (1934, Oviedo) é um artista plástico espanhol, atuando nas áreas de pintura, desenho, escultura e gravura.
Autodidata por formação, tem obras nos acervos do Museu de Arte Contemporânea da Universidade de São Paulo (MAC/USP) em São Paulo, Centro de Arte Moderna Reina Sofia em Madri (Espanha) e no Museo de Bellas Artes de Asturias em Oviedo (Espanha).
Utiliza artisticamente também os nomes Manoel Calvo Abad, Manuel Calvo Abad e Manuel Calvo. Patrocinado pela Fundación Juan Muñiz Zapico é de sua autoria a publicação Asturies 1962.